# Leonard Zamora Legaspi
Leonard Zamora Legaspi (1935 – 2014) là một giám mục người Philippines của Giáo hội Công giáo Rôma. Ông từng đảm trách vị trí Tổng giám mục chính tòa Tổng giáo phận Caceres và Chủ tịch Hội đồng Giám mục Philippines. Trước khi đảm nhận vai trò Tổng giám mục, ông còn đảm nhận vai trò Giám mục Phụ tá Tổng giáo phận Manila.

## Tiểu sử
Tổng giám mục Leonard Zamora Legaspi sinh ngày 25 tháng 11 năm 1935, tại Meycauayan, thuộc Phillpines. Sau quá trình tu học dài hạn tại các cơ sở chủng viện theo quy định của Giáo luật, ngày 17 tháng 12 năm 1960, Phó tế Lagaspi, 25 tuổi, tiến đến việc được truyền chức linh mục. Tân linh mục là một thành viên Dòng Đa Minh, viết tắt là O.P.
Sau 17 năm thi hành các tác vụ của một người linh mục, ngày 25 tháng 6 năm 1977, tin tức từ Tòa Thánh loan báo việc Giáo hoàng đã tuyển chọn linh mục Leonard Zamora Legaspi, 42 tuổi, gia nhập Giám mục đoàn Công giáo hoàn vũ, với vị trí được trao phó là Giám mục Phụ tá Tổng giáo phận Manila và danh hiệu Gáim mục Hiệu tòa Elephantaria in Mauretania. Lễ tấn phong cho vị giám mục tân chức được tổ chức sau đó vào ngày 8 tháng 8 cùng năm, với phần nghi thức chính yếu của việc truyền chức được cử hành cách trọng thể bởi 3 giáo sĩ cấp cao. Chủ phong cho tân giám mục là Tổng giám mục Bruno Torpigliani, Sứ thần Tòa Thánh tịa Philippines. Hai vị còn lại, với vai trò là phụ phong, gồm có Giám mục Juan Bautista Velasco Díaz, O.P., Giám mục chính tòa Giáo phận Hải Môn và Giám mục Federico Ocampo Escaler, S.J., Giám mục chính tòa Giáo phận Kidapawan. Tân giám mục chọn cho mình châm ngôn:Illuminare omnes.
Sau năm tại Manila với cương vị Giám mục phụ tá, ngày 20 tháng 10 năm 1983, Tòa Tah1nh công bố quyết định thăng Tổng giám mục đối với Giám mục Leonard Zamora Legaspi, điều chuyển đến nhiệm sở mới, làm Tổng giám mục chính tòa Tổng giáo phận Caceres. Ông giữ vị trí này gần 30 năm, đến  ngày 8 tháng 9 năm 2012, thì Tòa Thánh chấp thập đơn xin từ nhiệm vì tuổi tác của ông.
Ngoài các chức danh chính thức từ Tòa Thánh, Tổng giám mục Legaspi còn đảm trách vai trò Chủ tịch Hội đồng Giám mục Philippines từ năm 1987 đến năm 1981.
Ông qua đời ngày 8 tháng 8 năm 2014, hưởng thọ 79 tuổi.